# Henri Perruchot
Pour les articles homonymes, voir Perruchot.
Henri Perruchot est un écrivain français, philosophe, historien de l'art, biographe, éditeur, romancier, membre fondateur des prix littéraires du Morvan, et directeur de revue, né le 27 janvier 1917 à Montceau-les-Mines (Saône-et-Loire) et mort le 17 février 1967 à Paris.

## Biographie
Né dans une famille originaire du Morvan, il passe son enfance et sa jeunesse à Marseille. Il obtient une licence d'anglais à la faculté des lettres d'Aix-en-Provence et devient professeur. Peu enthousiasmé par l'enseignement, il se dirige vers l'écriture et s'établit à Paris.
Il débute par des publications alimentaires (romans, philosophie). Il est éditeur, notamment des Pensées morales de Jean Duvergier de Hauranne (Éditions Henri Perruchot à Paris et F. Sorlot à Clermont). Il va trouver sa voie en se tournant vers la biographie, domaine ou il va bientôt briller dans la série « Art et destin ». Ses ouvrages seront traduits en plusieurs langues et il recevra le grand prix littéraire de la ville de Paris pour l'ensemble de son œuvre en 1963. Il est membre de la Société des gens de lettres.
En 1947, en réaction contre l'existentialisme sartrien, il crée  l'épiphanisme, un mouvement humaniste à l'audience confidentielle, une « mystique de l'homme » dans le monde perturbé de l'après-guerre. Michel Ragon, des Cahiers du Peuple, fut l'un des rares intellectuels à suivre Perruchot. Francis de Miomandre y voyait « un sursaut du bon sens contre les abus et le morne ennui des productions existentielles, la fraîche aurore d'un nouveau romantisme » (dans « Introduction à l'épiphanisme »)
Il est l'un des trois principaux cofondateurs de l'Académie du Morvan, société savante fondée à Château-Chinon en 1967.
Henri Perruchot est l'un des inspirateurs du prix littéraire du Morvan, qui porte son nom, créé à Liernais en 1960 et décerné tous les deux ans. Celui-ci fut augmenté d'un prix plus scientifique : le prix Marcel-Vigreux.
Une étude approfondie de son existence et de son œuvre fut réalisée par son ami Tristan Maya, qui la publia dans l'article « Art et Destin » dans le Morvandiau de Paris de septembre 1997 à janvier 1998.
En 1961, il prend la direction de la revue Jardin des Arts, fondée en 1954 par René Wittmann, et aujourd'hui disparue.
Henri Perruchot meurt à l'âge de 50 ans, laissant inachevé son dernier manuscrit consacré à la vie de Rodin. Il est inhumé dans le cimetière de Blanot (Côte-d'Or).

## Publications
- Le Maître d'homme, 1946, Éd. Jean Vigneau.
- Port-Royal, 1947, .Éd. Les Nuées, Le Livre de Paris.
- Gauguin, sa vie ardente et misérable, 1948, Éd. Le Sillage.
- Patrice, 1948, Éd. Les Amis de l’Originale.
- Les Grotesques, 1948, Éd. Les 13 Épis.
- Sous la lumière noire - Nouvelles inédites, lithographies d'Yvette Alde, 1948, Éd. Les 13 Épis.
- Introduction à l'épiphanisme, Éd. Le Sillage, 1949.
- Nous voulons sauver l'homme, Paris, Éd. Le Cercle du Livre, 1949.
- « Pour une introduction à l'épiphanisme », avant-propos de Michel Ragon, Synthèses, no 11, 3e année, 1949.
- « Penser l'épiphanisme », Revue Palladienne, no 6, février 1949.
- « Le Miracle grec », Revue Palladienne, no 8, juin 1949.
- « L'Épiphanisme ou Construire une nouvelle civilisation », Revue Palladienne, n°10, novembre-décembre 1949.
- « Qu'est-ce que l'épiphanisme ? », Défense de l'homme, n°34, 4e année, juillet 1951.
- La Vie de Van Gogh, 1955, Éd. Hachette.
- La Haine des masques, 1955, Éd. La Table Ronde.
- La Vie de Cézanne, Éd. Hachette, 1956.
- « Cézanne et la Provence », Jardin des Arts, no 21, juillet 1956.
- « Emile Bernard et Cézanne », Jardin des Arts, no 27, janvier 1957.
- Le Douanier Rousseau, 1957, Éditions Universitaires.
- « L'Amité de Gauguin et de Van Gogh », Jardin des Arts, no 31, mai 1957.
- La Vie de Toulouse Lautrec, Éd. Hachette, 1958.
- « Les Peintres de l'Île Saint-Louis », Jardin des Arts no 39, janvier 1958.
- « Les Bars de Toulouse-Lautrec », Jardin des Arts no 42, avril 1958.
- « Renoir, peintre des femmes et des fleurs », Jardin des Arts, no 46, août 1958.
- La France et sa jeunesse, 1958, collection « Les grands problèmes », Hachette.
- Le Corbusier, 1958, Éditions Universitaires.
- Gauguin à Tahiti, Éd. Fernand Hazan, 1958.
- La Vie de Manet, Éd. Hachette, 1959, prix Charles Blanc de l’Académie française en 1961.
- Montherlant, Éd. Gallimard, collection « La Bibliothèque Idéale », 1959.
- Montefeltro Duc d'Urbin, Éd. La Table Ronde, collection « Meneurs d'hommes », 1960.
- « Les Archives Gauguin du fonds Monfreid », Jardin des Arts, no 83, octobre 1961.
- La Vie de Gauguin, Éd. Hachette, 1961, prix Charles Blanc de l’Académie française en 1962.
- Dix Grands Peintres, Éd. Gauthier Languereau, 1961.
- « Ambroise Vollard, marchand de tableaux », Jardin des Arts, no 87, février 1962.
- « Les Peintres de la forêt de Fontainebleau », Jardin des Arts, no 89, avril 1962.
- « Les Origines de l'abstraction », Jardin des Arts, no 90, mai 1962.
- « L’Architecture américaine », Jardin des Arts no 95, octobre 1962.
- « Le Mal de Van Gogh », Jardin des Arts no 96, novembre 1962.
- L'Art moderne à travers le monde,  Éd. Hachette, 1963.
- « 1863 », Jardin des Arts, no 99, février 1963.
- « La Dure Bataille de Durand-Ruel »,  Jardin des Arts, no 101, avril 1963.
- La Vie de Renoir, 1964, Éd. Hachette.
- « Renoir et le métier de peintre », Jardin des Arts no 112, mars 1964.
- « Renoir et Monet à la Grenouillère », Jardin des Arts no 113, avril 1964.
- « Toulouse-Lautrec, d’Albi », Jardin des Arts no 116-117, juillet-août 1964.
- « Les Dessins de Seurat », Jardin des Arts no 118, septembre 1964.
- « Des goûts et des couleurs », Jardin des Arts no 127, juin 1965.
- La peinture, notes et maximes, Éd. Hachette, 1965.
- La vie de Seurat, avec la chronologie complète des sept volumes de la série Art et Destin, 1966, Éd. Hachette.
- « Les musées de France : musée de Bagnols-sur-Cèze et musée Bourdelle », Jardin des Arts, no 131, octobre 1965.
- « Pissarro et le néo-impressionnisme », Jardin des Arts, no 132, novembre 1965.
- « Le Musée de l'Annonciade à Saint-Tropez », Jardin des Arts, no 133, décembre 1965.
- « Une aventure créatrice de Picasso, le musée d'Antibes », Jardin des Arts, no 135, février 1966.
- « La période héroïque de la Société des Artistes indépendants », Jardin des Arts, no 137, avril 1966.
- « Le musée Fernand Léger à Biot», Jardin des Arts, no 138, mai 1966.
- « La Gloire et le Néant », Jardin des Arts, no 139, juin 1966.
- « L'affaire Caillebotte », Jardin des Arts, no 140-141, juillet-août 1966.
- « Réflexions sur la biographie », Jardin des Arts, no 142, septembre 1966.
- « Philippe de Champaigne ou les solitudes de Port-Royal », Jardin des Arts, no 143, octobre 1966.
- « Van Gogh », Jardin des Arts, no 144, novembre 1966.
- « Toulouse-Lautrec et la Passagère du 54 », Jardin des Arts, no 145, décembre 1966.
- Les peintres par l'image, 1966.
- « Le sol tremble », Marginales, no 112, février 1967, p. 11-12.
- « Cézanne », Jardin des Arts, n°146, janvier 1967.
- « Paolo Uccello, peintre moderne du XVe siècle », Jardin des Arts, no 147, février 1967.
- « Le très étrange Félix Fénéon », Jardin des Arts, no 149, avril 1967.
- « Edouard Manet », Jardin des Arts, no 150, mai 1967.
- « Georges Rouault, l'insatisfait », Jardin des Arts, no 151, juin 1967.
- « Van Dongen me disait », Jardin des Arts, no 152-153, juillet-août 1967.
- « Vélasquez », Jardin des Arts, n°157, décembre 1967.
- « Modigliani », Jardin des Arts, n°159, février 1968.
- « Les années de jeunesse du peintre Emile Bernard », Jardin des Arts, no 162, mai 1968.
- « Ce fier sauvage Gauguin », Jardin des Arts, no 163, juin 1968.
- « Un génie de la peinture : Francisco Goya », Jardin des Arts, no 166, septembre 1968.
- « Maurice Utrillo, l’homme », Jardin des Arts no 174, mai 1969.
- « Auguste Renoir dans le Midi », Jardin des Arts no 181, décembre 1969.
- « Les femmes artistes », Jardin des Arts no 191, octobre 1970.
- « Des faux et des faussaires », Jardin des Arts no 197, avril 1971.
- « La Vie de Rodin - de 1840 à 1885, aux portes de la célébrité, le manuscrit inachevé... », 2019, Éd. Académie du Morvan.

## Hommage
- Les Amis de la plaine lui rendent un hommage à travers une exposition Rétrospective Henri Perruchot à la mairie de Blanot (Côte-d'Or) du 11 au 15 août 2017.
- Lors de la préparation de cette exposition, son dernier manuscrit, inachevé, consacré à la Vie de Rodin, est re-découvert. L'ouvrage est publié par l'Académie du Morvan en 2019 sous le titre « La Vie de Rodin - de 1840 à 1885, aux portes de la célébrité, le manuscrit inachevé...  ».